# 기초노령연금
기초노령연금은 국가연금의 하나로서, 노무현 참여정부가 노인복지와 삶의질 향상을 위해 제정하였으며, 일정 나이 이상의 노인들에게 매월 지급 되는 복지급여이다.
최초 제안자는 보건복지부 장관 유시민이며, 처음에는 효도연금으로 이름을 지었으나, 기초노령연금으로 명칭이 변경되었고 기초노령연금법은 2007년 3월 30일 열린우리당(현 : 더불어민주당) 강기정 의원이 대표 발의하였으며 2007년 4월 2일에 본회의 의결에서 통과되어 2008년 1월 1일부터 시행되었다.
당시 한나라당(현 : 국민의힘) 복지위 위원들이 반발하고, 극심한 반대속에 퇴장하는 등 우여곡절을 겪었다.

## 역사

#### 노무현 참여정부
노인의 생활안정과 복지증진을 목적으로 2007년 4월 25일 신규 제정된 법률. 시행일은 2008년 1월 1일부터이다.
국회 보건복지위원회는 7일 전체회의를 열고 오는 2008년 7월부터 65세 이상 노인들에게 연금을 지급하는 내용의 ‘기초노령연금법안’을 표결처리했다.
한나라당 의원들이 모두 퇴장한 가운데 실시된 표결에서 열린우리당 의원과 민주당 김효석 의원, 민주노동당 현애자 의원 등이 표결에 참여, 재석 인원 12명 가운데 11명 찬성, 1명 기권으로 가결됐다.
강기정 의원이 대표발의하고 양승조 의원이 수정한 기초노령연금법안은 오는 2008년 1월부터 70세 이상 노인에게 연금을 지급하고, 2008년 7월부터 65세 이상 노인으로 연금지금 대상을 확대토록 하고 있다.
이에 따라 65세 이상 노인들이 지급받을 연금은 월 8만3000원에서 9만원 정도로, 현재 노인들에게 지급되는 있는 3만5000-6만원 정도의 경로수당은 폐지된다.
한편, 법안의 지급대상이 60%에 못 미칠 수 있다는 고경화 의원 등의 지적에 따라 법안의 부칙에 제도 시행 시점에서 기초노령연금의 수급권자가 전국민의 60% 수준이 되도록 한다는 내용이 추가됐다.

#### 박근혜 정부
소득과 재산이 적은 하위 70%에게 월 최대 9만4000원을 지원하던 기초노령연금을 2012년 대통령 선거에서 박근혜 새누리당 후보는 "소득에 관계 없이 모든 노인에게 월 20만원의 연금을 지급하겠다"고 공약하였으며 노인들의 압도적 지지로 당선되었다.
그러나, 정부는 이후 국가의 재정상황, 국민연금과의 관계성 등을 감안하여 소득 하위 70% 노인을 대상으로 하고, 지급액도 국민연금과 연계하는 방식으로 변경하여 기초연금 제도를 추진하였다. 결론적으로 2008년 1월부터 시행해 온 기초노령연금제도를 대폭 개정해 2014년 초부터 시행 운용하는 방식으로 추진하였는데 미래세대의 부담을 줄이겠다는 취지로 국민연금과 연계하였다. 연금수령액이 많으면 적게, 적으면 많게 지급하는 방식이다.
박근혜 정부는 노후를 미처 대비하지 못해 생활이 어렵게 된 노인들의 생활 안정에 도움을 주기 위해 65세 이상의 전체 노인 중 소득과 재산이 적은 70%의 노인에게 매달 일정액(20만원)의 연금을 지급하는 제도를 제정했다.

## 같이 보기
- 자녀수당 - 독일은 1975년부터 모든 자녀에게 만18세까지 매월 25만원씩 지급한다.